# 渡辺良子
渡辺 良子（わたなべ りょうこ、1961年11月22日 - 没年不詳）は、日本の元女優。

## 来歴・人物
静岡県浜松市出身。
ディスコクイーンコンテストへの出場がきっかけで、ダンサーを目指し上京。モデルを始めると、グラビアがにっかつの目を引き、スカウトされる。
1982年、『くいこみ海女 乱れ貝』でスクリーンデビュー。
大人びた美貌と学生時代にソフトボールや陸上競技で鍛えた、ダイナミックな肢体で人気を集めた。
2007年前後に病気のため死去。

## 出演

### 映画
- くいこみ海女 乱れ貝(1982年、にっかつ) - 渡辺帆奈美 役
- 実録色事師 ザ・ジゴロ（1982年、にっかつ）- ビニ本モデル 役
- ピンクカット 太く愛して深く愛して(1983年、にっかつ）- 村里みどり 役
- あんねの日記（1983年、にっかつ）- 由子 役
- 猟色（1983年、にっかつ）
- 女囚 檻（1983年、にっかつ）- 岸子 役
- 美少女プロレス 失神10秒前（1984年、にっかつ）- 松森彩 役
- 残酷! 少女タレント（1984年、にっかつ）- 石山よしえ 役
- メイン・テーマ（1984年、東映・角川春樹事務所）- ジャズクラブ歌手 役
- 猟色 サロメの唇（1984年、にっかつ）- 五月美加子 役
- 高校教師 成熟(1985年、にっかつ）- 米田しず子 役
- 人妻暴行マンション（1985年、にっかつ）- 白石まり子 役
- （金）（ビ）の金魂巻（1985年、にっかつ）
- 香港トワイライトゾーン 摩訶不思議物語（1985年、ゴールデンハーベスト）
- 童貞物語 VIRGINBOY'S STORY（1986年、東映・学研）
- 大奥十八景（1986年、東映京都）- おこと 役

### オリジナルビデオ
- 渡辺良子 スチュワーデス・レズ（1984年、にっかつ）
- 倒錯遊戯 ドリームセックス（1985年、日本オーディオ）
- LOVE in LOVE（みみずくビデオパック）
- DO-T AID(1986年、バップ）

### テレビドラマ
- 火曜サスペンス劇場
  - 裏切りのフィナーレ（1984年10月16日、日本テレビ）
- 月曜ドラマランド（フジテレビ）
  - 少年隊のただいま放課後スペシャル（1984年）
  - のんき君（3）（1984年）
- ザ・ハングマン4　第5話「女高生が非行理事長に食いものにされる!」（1984年、朝日放送）
- 土曜ワイド劇場
  - 混浴露天風呂シリーズ 北海道十勝岳連続殺人 未亡人開放ツアー（1984年、朝日放送）
  - ダイエット殺人事件 レオタード熟女たちの危険なプレイに美人トレーナーが…（1985年、テレビ朝日）
- 金曜女のドラマスペシャル／消しゴムお亜季（3） 左手が消した過去（1986年、フジテレビ）
- 水曜ドラマスペシャル（TBS）
  - それゆけ孔雀警視（1987年4月22日）
- 胸キュン刑事#4「結婚式場でミス逮捕!?(1987年4月25日、テレビ朝日)-女スナイパー役
- アヒルから白鳥になった女（1987年）
- キスより簡単（1987年、フジテレビ）
- 時間ですよ ふたたび（1987年、TBS）
- 君の瞳をタイホする!（1988年、フジテレビ）

## 写真集
- 光と影（1983年、近代映画社）
- にっかつロマンポルノ女優六人集　ひ・め・ご・と（1984年、辰巳出版）